# 唐兒
唐姬（？—？），漢景帝劉啟妃嬪。

## 生平
唐姬本為景帝另一妃嬪程姬之侍女。
一晚景帝喝酒後召程姬侍寢，程姬正逢月事，不願進去，於是把侍女唐姬打扮一番，再送進去。景帝因酒醉而以為是程姬，於是照樣臨幸她，唐姬因此懷孕，後生下長沙王劉發。
唐姬出身卑微，雖生有兒子劉發，卻不受寵，連帶其子亦備受冷落。不過劉發的六世孫東汉光武帝劉秀是為東漢的開國皇帝。

## 子女
子：長沙定王劉發

## 延伸阅读
[在维基数据编辑]
 《史記/卷059》，出自司馬遷《史記》